# David Veloz
David Veloz (Pasadena, 3 giugno 1962) è uno sceneggiatore, produttore cinematografico e regista statunitense, famoso per l'adattamento del soggetto di Assassini nati, originariamente scritto da Quentin Tarantino.
Il suo primo lavoro fu la riscrittura della sceneggiatura di Assassini nati, a fianco di Oliver Stone e Richard Rutowski, nel 1994. Nel 1998 scrisse e diresse Hard Night (Permanent Midnight), tratto dal romanzo di Jerry Stahl e con Ben Stiller ed Owen Wilson.
Nel 2001 si è dedicato alla sceneggiatura e alla produzione di Undone e Behind Enemy Lines - Dietro le linee nemiche di John Moore. Nel 2006 ha invece prodotto Rune, un film indipendente di Seth Kenlon.